# Komorów (gromada w powiecie rawskim)
Komorów – dawna gromada, czyli najmniejsza jednostka podziału terytorialnego Polskiej Rzeczypospolitej Ludowej w latach 1954–1972.
Gromady, z gromadzkimi radami narodowymi (GRN) jako organami władzy najniższego stopnia na wsi, funkcjonowały od reformy reorganizującej administrację wiejską przeprowadzonej jesienią 1954 do momentu ich zniesienia z dniem 1 stycznia 1973, tym samym wypierając organizację gminną w latach 1954–1972.
Gromadę Komorów siedzibą GRN w Komorowie utworzono – jako jedną z 8759 gromad na obszarze Polski – w powiecie rawskim w woj. łódzkim, na mocy uchwały nr 37/54 WRN w Łodzi z dnia 4 października 1954. W skład jednostki weszły obszary dotychczasowych gromad Byszewice, Głuchówek, Głuchówek Nowy, Komorów, Komorów Nowy i Pukinin ze zniesionej gminy Regnów w tymże powiecie. Dla gromady ustalono 13 członków gromadzkiej rady narodowej.
31 grudnia 1959 z gromady Komorów wyłączono wieś i kolonię Komorów włączając je do gromady Cielądz, po czym gromadę Komorów zniesiono, a jej (pozostały) obszar włączono do nowo utworzonej gromady Rawa Mazowiecka.